# Редькино (Раменский район)
Ре́дькино — деревня в Раменском муниципальном районе Московской области. Входит в состав сельского поселения Чулковское. Население — 52 чел. (2010).

## Название
Название связано с некалендарным личным именем Редька.

## География
Деревня Редькино расположена в западной части Раменского района, примерно в 14 км к западу от города Раменское. Высота над уровнем моря 128 м. В 0,5 км к востоку от деревни протекает река Пахра. В деревне 12 улиц — Берёзовая Роща, Берёзовая, Дружная, Крылатая, Луговая, Молодёжная, Новая, Овражная, Редькин Луг, Садовая, Удачная и Яхонтовая; приписаны территории ДПК Новая Михайловская слобода и ПОИЗ Приток. Ближайший населённый пункт — деревня Прудки.

## История
В 1926 году деревня входила в Прудковский сельсовет Домодедовской волости Подольского уезда Московской губернии.
С 1929 года — населённый пункт в составе Раменского района Московского округа Московской области.
До муниципальной реформы 2006 года деревня входила в состав Чулковского сельского округа Раменского района.

## Население
| 1926 | 2002 | 2010 |
| ---- | ---- | ---- |
| 135  | ↘34  | ↗52  |

В 1926 году в деревне проживало 135 человек (63 мужчины, 72 женщины), насчитывалось 21 крестьянское хозяйство. По переписи 2002 года — 34 человека (16 мужчин, 18 женщин).